# Voyage avec Anita
Pour plus de détails, voir Fiche technique et Distribution.
Voyage avec Anita (titre original : Viaggio con Anita) est un film franco-italien réalisé par Mario Monicelli et sorti en 1979.

## Synopsis
Un homme marié, Guido, se rend au chevet de son père. Il voyage avec Anita, une actrice américaine dont il devient l'amant. Lorsqu'il arrive, son père meurt. On découvre sa relation et pour se venger, il reconstitue les aspects piquants de la vie de son père.

## Fiche technique
- Titre original : Viaggio con Anita
- Titre français : Voyage avec Anita
- Réalisation : Mario Monicelli
- Scénario : Mario Monicelli, Leonardo Benvenuti, Paul D. Zimmerman et Piero De Bernardi d'après un scénario original de Tullio Pinelli et Federico Fellini
- Direction artistique : Lorenzo Baraldi
- Décors : Massimo Tavazzi
- Costumes : Vittoria Guaita
- Photographie : Tonino Delli Colli
- Montage : Ruggero Mastroianni
- Musique : Ennio Morricone
- Production : Alberto Grimaldi
- Société(s) de production : Produzioni Europee Associati
- Société(s) de distribution : Titanus (Italie)
- Pays de production :  Italie
- Langue originale : italien
- Format : couleur, sonore
- Genre : Comédie dramatique
- Durée : 115 minutes
- Date de sortie :
  - France : 25 avril 1979

## Distribution
- Goldie Hawn : Anita Watson
- Giancarlo Giannini : Guido Massacesi
- Claudine Auger : Elisa Massacesi
- Aurore Clément : Oriana
- Andréa Ferréol : Noemi
- Renzo Montagnani : Teo
- Laura Betti : Sandra
- Gino Santercole : le camionneur
- Franca Tamantini
- Nunzia Fumo (it)
- Valentina Stella (it)
- Lorraine De Selle

## Autour du film
Voyage avec Anita s'appuie sur un projet écrit en 1957 par Federico Fellini et Tullio Pinelli, et à la rédaction duquel Pier Paolo Pasolini a également participé. Ce projet s'inspire du voyage effectué l'année précédente par Fellini, pour se rendre au chevet de son père mourant. C'est l'un des trois « voyages », avec Mastorna et Tulum, que Fellini n'a jamais réalisé.
En 1989, dans une interview accordée à Virgilio Fantuzzi dans La Civiltà Cattolica, Fellini déclare : « Le sujet de cinéma sans doute le plus beau que j'aie écrit, mais que je n'ai pas réalisé ensuite, s'appelait Viaggio con Anita. Je l'ai vendu de nombreuses années plus tard, un peu honteusement, à Grimaldi, qui l'a fait réaliser par Monicelli, mais il est devenu tout à fait autre chose. Si j'ai un regret, c'est de ne pas avoir réalisé ce film. »
En 2012, un autre film, librement inspiré de ce texte, est sorti : Anita (it) de Luca Magi.